# Heteropalpus
Heteropalpus is een kevergeslacht uit de familie van de boktorren (Cerambycidae). De wetenschappelijke naam van het geslacht werd voor het eerst geldig gepubliceerd in 1843 door Buquet.

## Soorten
Heteropalpus is monotypisch en omvat slechts de volgende soort:
- Heteropalpus pretiosus Buquet, 1843